# Escocia en la Copa Mundial de Rugby de 2003
El XV del Cardo fue una de las 20 naciones participantes de la Copa Mundial de Rugby de 2003, que se realizó por vez primera en Australia.

## Plantel

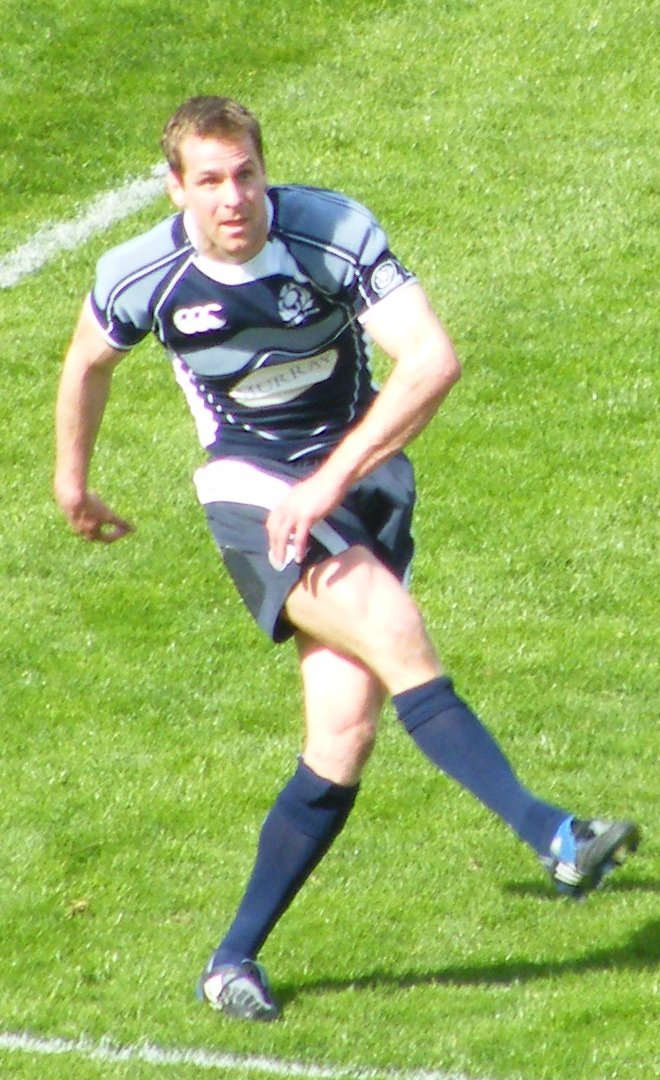
La estrella Paterson anotó más puntos.

McGeechan (57 años) fue el entrenador en jefe, siendo su segundo mundial tras el de Inglaterra 1991. Convocó a Beveridge, quien con 1.59 m es el rugbista de menor estatura que jugó una Copa del Mundo.
Los partidos de prueba son hasta antes del inicio del mundial y las edades corresponden al último partido de Escocia, el 8 de noviembre de 2003.
|                           | Jugador          | Edad    | Posición      | Pruebas | Equipo            |
| ------------------------- | ---------------- | ------- | ------------- | ------- | ----------------- |
| Hookers y Pilares         |                  |         |               |         |                   |
|                           |                  | años    |               |         |                   |
|                           |                  | años    |               |         |                   |
|                           |                  | años    |               |         |                   |
|                           |                  | años    |               |         |                   |
|                           |                  | años    |               |         |                   |
|                           |                  | años    |               |         |                   |
|                           |                  | años    |               |         |                   |
| Segundas líneas           |                  |         |               |         |                   |
| 5                         | Stuart Grimes    | 29 años | Segunda línea | 51      | Newcastle Falcons |
| 4                         | Nathan Hines     | 26 años | Segunda línea | 14      | Edinburgh Rugby   |
|                           | Scott Murray     | 27 años | Segunda línea | 51      | Edinburgh Rugby   |
| Alas y Octavos            |                  |         |               |         |                   |
|                           |                  | años    |               |         |                   |
|                           |                  | años    |               |         |                   |
|                           |                  | años    |               |         |                   |
|                           |                  | años    |               |         |                   |
|                           |                  | años    |               |         |                   |
|                           |                  | años    |               |         |                   |
| Medios scrums             |                  |         |               |         |                   |
|                           | Graeme Beveridge | 27 años | Medio scrum   | 5       | Glasgow Warriors  |
|                           | Mike Blair       | 22 años | Medio scrum   | 7       | Edinburgh Rugby   |
| 9                         | Bryan Redpath    | 32 años | Medio scrum   | 55      | Sale Sharks       |
| Aperturas y Centros       |                  |         |               |         |                   |
|                           |                  | años    |               |         |                   |
| 12                        | Andrew Henderson | 23 años | Centro        | 10      | Glasgow Warriors  |
|                           |                  | años    |               |         |                   |
|                           |                  | años    |               |         |                   |
| 10                        | Chris Paterson   | 25 años | Apertura      | 35      | Edinburgh Rugby   |
| 13                        | Gregor Townsend  | 30 años | Centro        | 77      | Border Reivers    |
| Fullbacks y Wings         |                  |         |               |         |                   |
| 14                        | Simon Danielli   | 24 años | Wing          | 2       | Bath Rugby        |
| 11                        | Kenny Logan      | 31 años | Wing          | 65      | Wasps RFC         |
|                           |                  | años    |               |         |                   |
| 15                        | Glenn Metcalfe   | 33 años | Fullback      | 36      | Glasgow Warriors  |
|                           |                  | años    |               |         |                   |
| Entrenador: Ian McGeechan |                  |         |               |         |                   |

## Participación
Escocia integró el grupo B con las Águilas, la dura Fiyi, los candidatos al título Les Bleus y Japón. Clasificó segunda, tras ganar agónicamente 20–22 a Fiyi.
La prueba más difícil fue contra Francia, del entrenador Bernard Laporte y quien alineó: Raphaël Ibañez, Fabien Pelous, Olivier Magne, el capitán Fabien Galthié, Frédéric Michalak y la estrella Christophe Dominici.

### Fase final
Los cuartos los cruzó ante los anfitriones Wallabies, del técnico Eddie Jones y quien diagramó: Ben Darwin, Justin Harrison, la estrella George Smith, el capitán George Gregan, Elton Flatley y Wendell Sailor.